# NGC 4707
NGC 4707 ist eine spiralförmige Zwerggalaxie vom Hubble-Typ Sm im Sternbild Jagdhunde am Nordsternhimmel mit irregulärer Erscheinung der Spiralarme und ohne Bulge. Sie ist schätzungsweise 25 Millionen Lichtjahre von der Milchstraße entfernt und hat einen Durchmesser von etwa 15.000 Lichtjahren.
Das Objekt wurde am 26. April 1789 von Wilhelm Herschel mit einem 18,7-Zoll-Spiegelteleskop entdeckt, der sie mit „small, stellar“ beschrieb. 